# Tjandžin
Tjandžin (kitajsko: 天津; tjandžinsko: /tʰiɛn˨˩tɕin˨˩/~[tʰjɛ̃̀ɦɪ̀ŋ]; poštno prečrkovanje: Tientsin) je velemesto na severnem Kitajskem. Je največje obalno mesto območja, eno izmed petih kitajskih osrednjih mest in eno od štirih občin pod neposredno državno upravo. Meji na provinco Hebej in občino Peking in na vzhodu sega do zaliva Bohaj. Mesto je del bohajskega gospodarskega območja.
Po številu prebivalcev v ožjem mestnem območju je Tjandžin četrto največje mesto na Kitajskem, za Šanghajem, Pekingom, in Guangdžovom, v širšem upravnem območju pa peto največje v celinski Kitajski. Tjandžin ima dve središči: območje okoli starega mestnega jedra ob reki Haj, ki po Velikem prekopu povezuje Rumeno in Modro reko, ter Binhaj, novo poselitveno območje vzhodno od starega, ob Bohajskem morju. Binhaj je sedež več sto podjetij in je središče napredne industrije in finančništva. Že od srede 19. stoletja je Tjandžin pomembno pristanišče, zlasti za promet s Pekingom. Med boksarsko vstajo je bil v mestu sedež začasne marionetne vlade.